# 魯德尼亞-佩爾甘西卡
51°22′32″N 27°54′36″E / 51.37556°N 27.91000°E
魯德尼亞-佩爾甘西卡（烏克蘭語：Рудня-Перганська），是烏克蘭北部的村莊，隸屬日托米爾州的科羅斯滕區。該村始建於1545年，面積0.29平方公里，海拔高度165米，2001年人口73，人口密度每平方公里251.72人。